# Grainville-sur-Ry
Grainville-sur-Ry ist eine französische Gemeinde mit 437 Einwohnern (Stand: 1. Januar 2022) im Département Seine-Maritime in der Region Normandie (vor 2016: Haute-Normandie). Sie gehört zum Arrondissement Rouen und zum Kanton Le Mesnil-Esnard (bis 2015: Kanton Darnétal). 

## Geographie
Grainville-sur-Ry liegt etwa 15 Kilometer ostnordöstlich von Rouen. Umgeben wird Grainville-sur-Ry von den Nachbargemeinden Blainville-Crevon im Norden, Ry im Osten, Martainville-Épreville im Süden sowie Servaville-Salmonville im Westen und Südwesten.

## Einwohnerentwicklung
| 1962                      | 1968 | 1975 | 1982 | 1990 | 1999 | 2006 | 2013 |
| ------------------------- | ---- | ---- | ---- | ---- | ---- | ---- | ---- |
| 272                       | 222  | 234  | 360  | 382  | 479  | 469  | 436  |
| Quelle: Cassini und INSEE |      |      |      |      |      |      |      |

## Sehenswürdigkeiten
- Kirche Saint-Pierre-et-Saint-Paul